# Maybach Zeppelin
Pour les articles homonymes, voir Zeppelin (homonymie).
La désignation Zeppelin concerne les véhicules Maybach les plus prestigieux construits de 1930 à 1939. La catégorie a été baptisée ainsi en hommage à la célèbre production de moteurs pour les zeppelins, avant et pendant la Première Guerre mondiale.

## Modèles

### DS7 (1930-1933)
La DS7 avait un moteur V12 de 7,0 l allant de 148 à 150 ch. Deux versions seront proposées, berline ou cabriolet. Elle a été produite de 1930 à 1933.

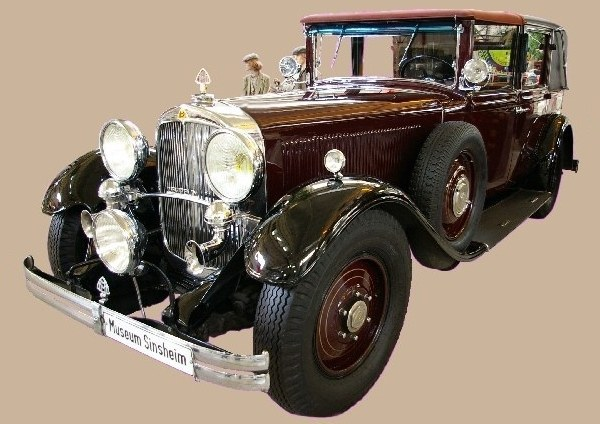
Maybach Zeppelin DS7.

### DS8 (1931-1939)
La DS8 est venue compléter la gamme en 1931. Elle avait un moteur V12 de 8,0 l qui développait 200 ch, ce qui en faisait une des voitures de série les plus puissantes de l'époque. Selon le type de carrosserie (berline ou cabriolet), elle pouvait atteindre la vitesse maximale de 170 km/h. En 1934, une nouvelle version sera proposée avec une nouvelle carrosserie un peu plus aérodynamique et un châssis plus léger.

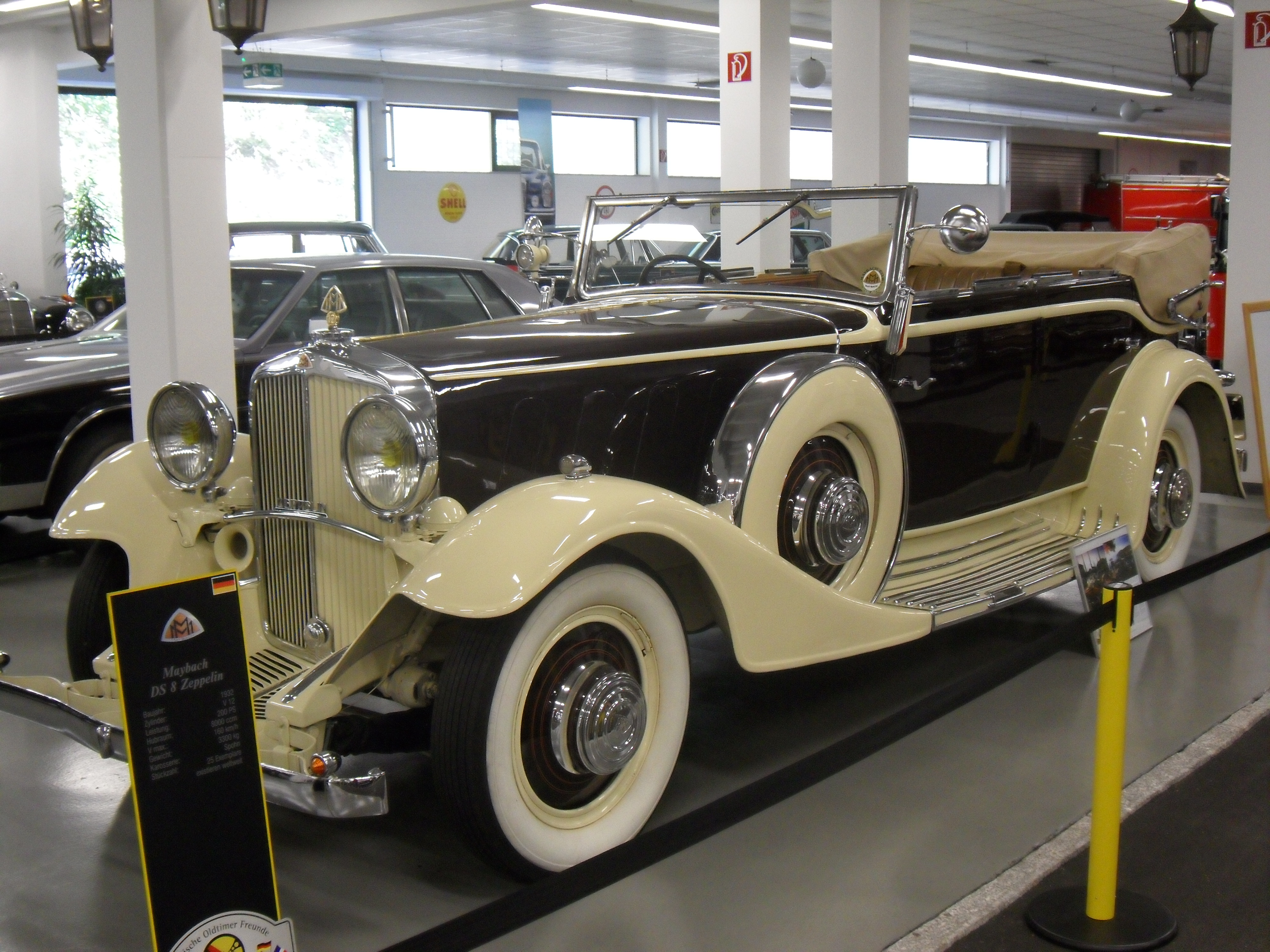
Maybach Zeppelin DS8 de 1932.

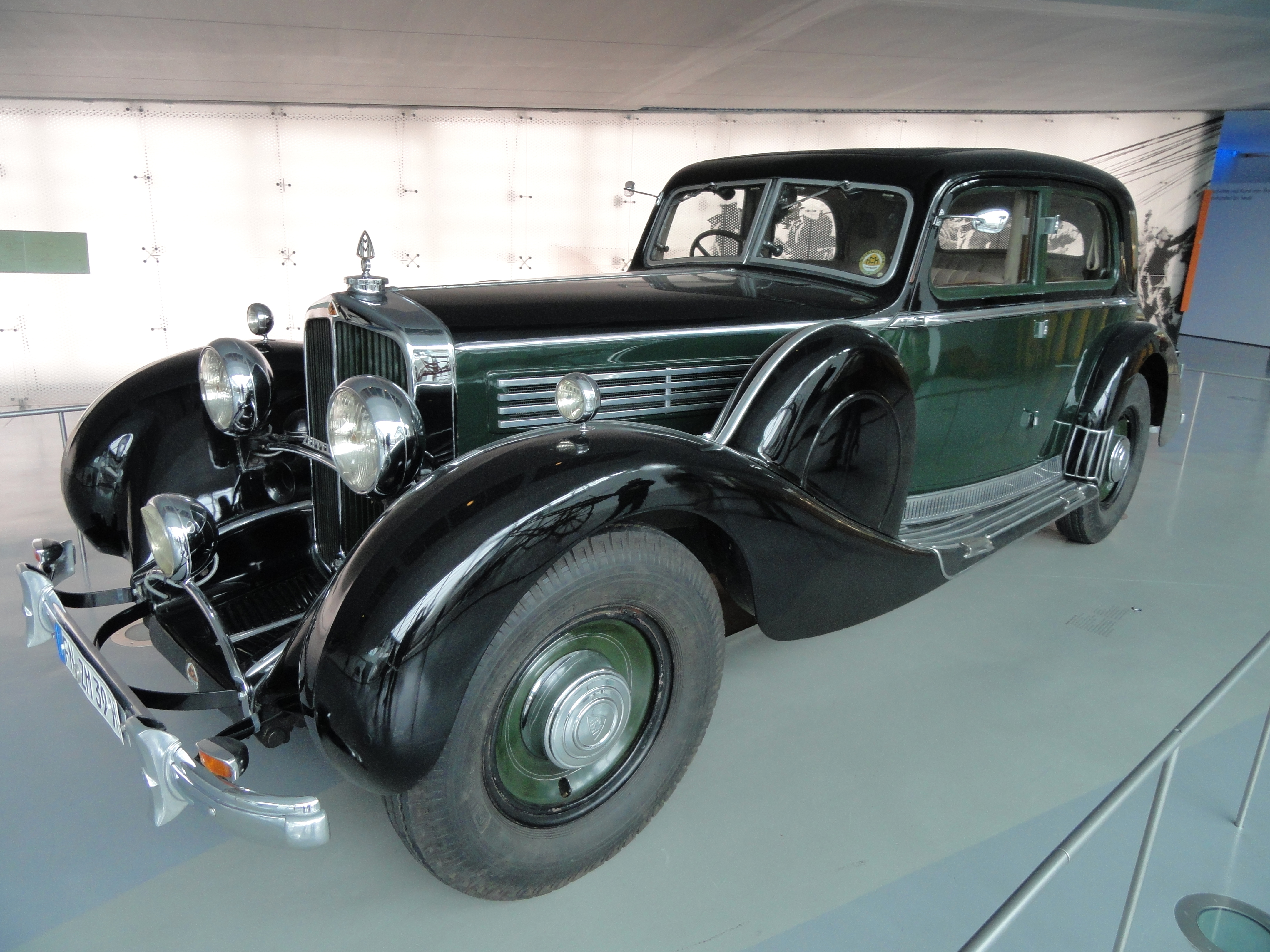
Maybach Zeppelin DS8 de 1938 ou 1939.

### DS8 Streamline (1932-1935)
En 1932, une nouvelle version de la DS8 sort, il s'agit de la DS8 Streamline qui possède une nouvelle carrosserie plus aérodynamique. Le moteur reste le même, le V12 8 L produisant 200 ch et la propulsant à 170 km/h.

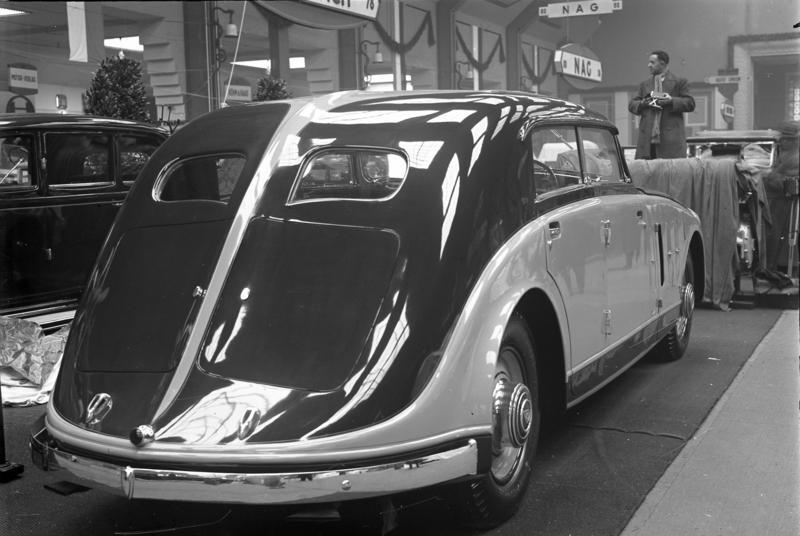
Maybach Zeppelin DS8 Streamline.

### DS8 Sport - Cabriolet (1937-1939)
En 1937, la DS8 est déclinée dans une nouvelle version plus performante, il s'agit de la DS8 Sport - Cabriolet. C'est une deux places avec châssis allégé. Le moteur V12 est plus performant, il développe 200 ch et lui permet d'atteindre 180 km/h,.

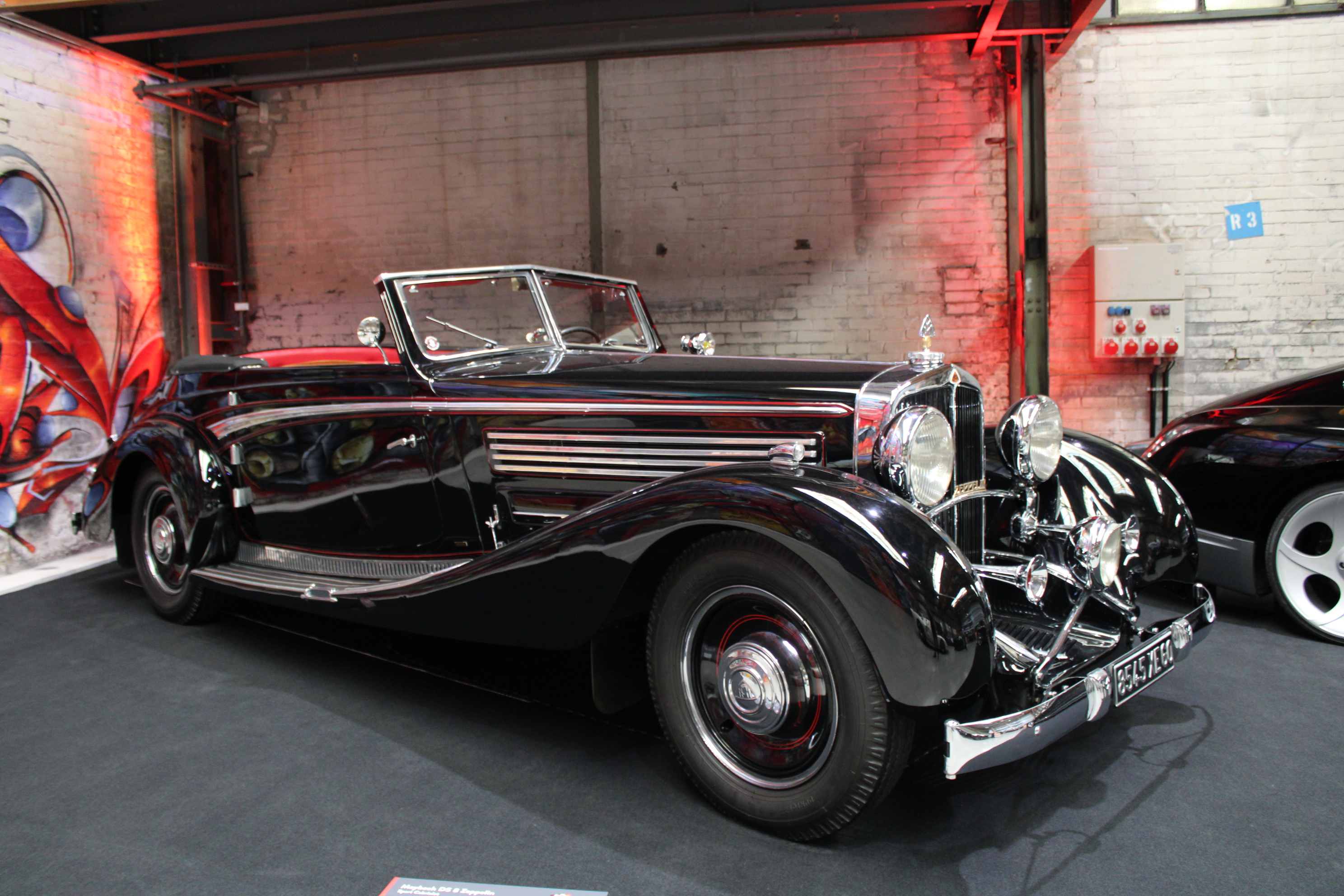
Maybach Zeppelin DS8 Sport - Cabriolet.

En 1939, la production de la Zeppelin est arrêtée puisque la marque Maybach sera appelée par l'Allemagne nazie afin de produire des moteurs pour des tanks et des semi-chenillés.

### 57 et 62
Une version Zeppelin des Maybach 57 et 62 a été présentée au salon international de l'automobile de Genève en 2009. Il s'agit d'un tout nouveau modèle conçu par Mercedes, qui n'a rien avoir avec la Maybach Zeppelin des années 30.

## Galerie de photos

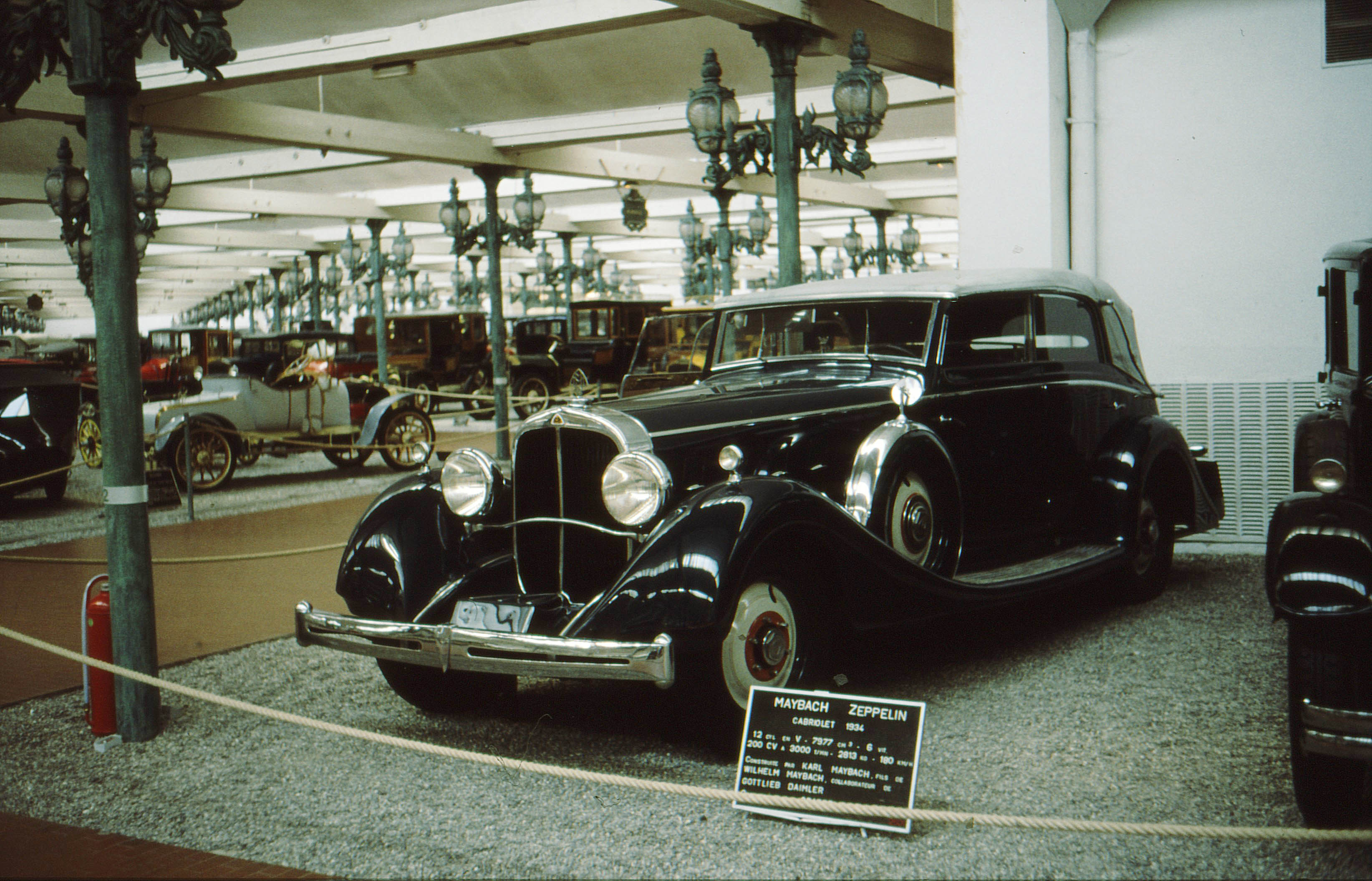
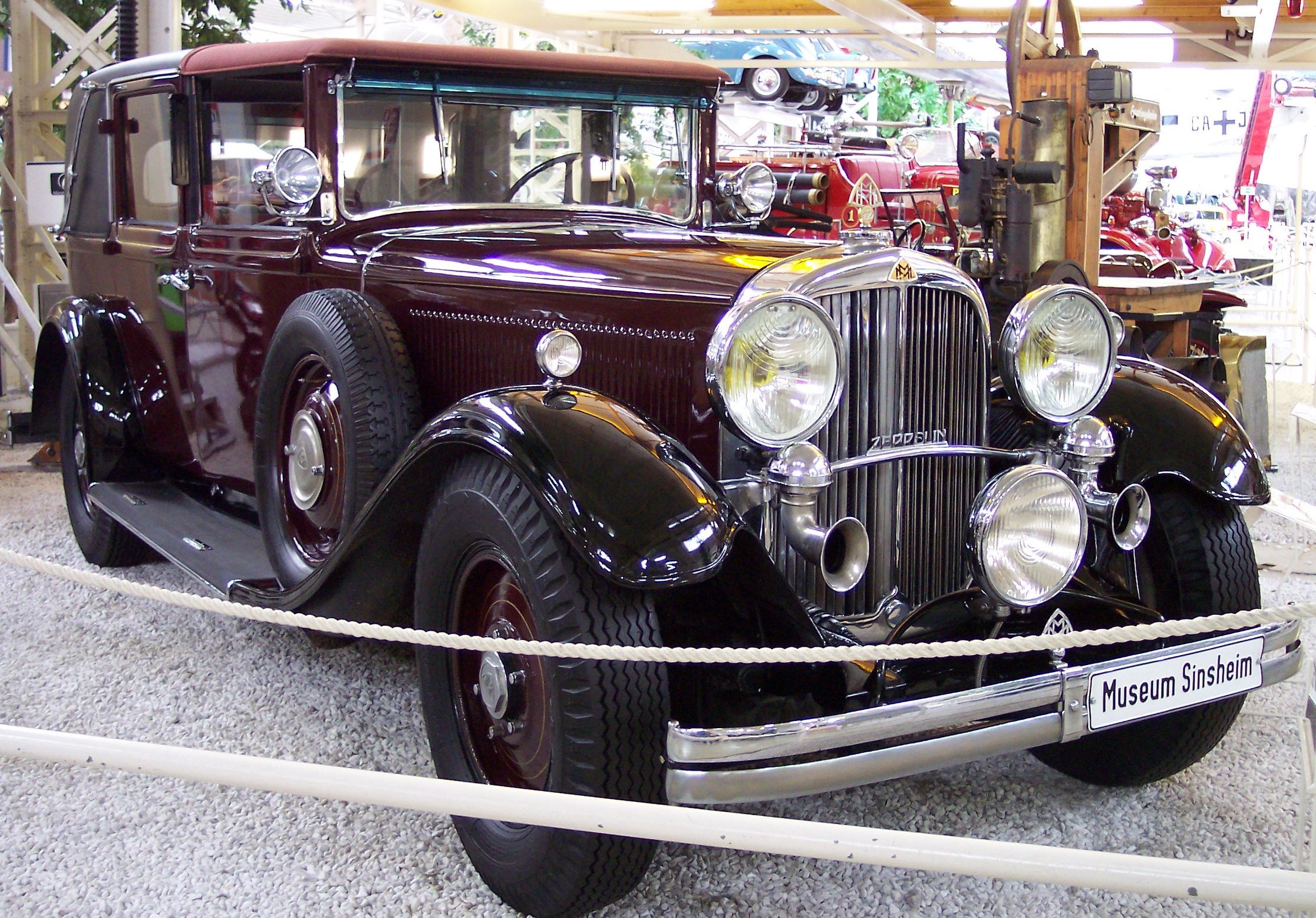
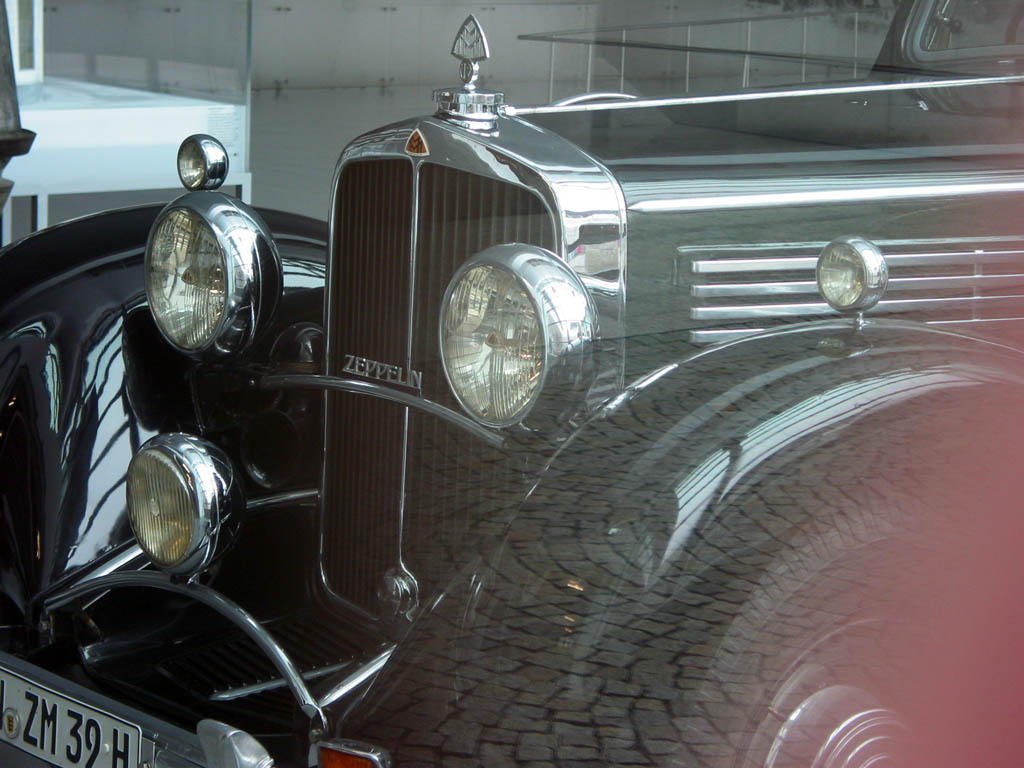
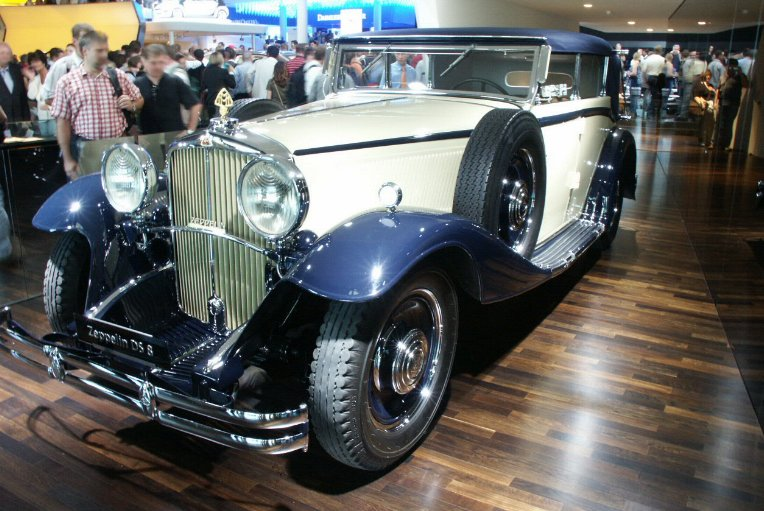